# كلير إم. فرازير
كلير إم. فرازير (بالإنجليزية: Claire M. Fraser)‏ هي عالمة أحياء دقيقة وعالمة أحياء أمريكية، ولدت في 5 نوفمبر 1955 في بوسطن في الولايات المتحدة.

## وصلات خارجية
- كلير إم. فرازير على موقع إن إن دي بي (الإنجليزية)